# Fiona Ferro
Fiona Ferro (* 12. März 1997 in Libramont-Chevigny, Belgien) ist eine französische Tennisspielerin.

## Karriere
Ferro, deren Mutter Belgierin ist und deren Vater italienische Wurzeln besitzt, begann im Alter von sieben Jahren mit dem Tennisspielen. Als Juniorin wurde sie in Frankreich in mehreren Altersklassen Landesmeisterin.
2012 trat Ferro erstmals auf der ITF Women’s World Tennis Tour an. 2014 gab sie in Straßburg, wo sie eine Wildcard für die Qualifikation erhielt, ihr Debüt auf der WTA-Tour und schied sie in der ersten Runde aus. Auch bei den French Open 2014 durfte sie mit einer Wildcard an den Start gehen, verlor jedoch zum Auftakt gegen Sabine Lisicki.
2015 erreichte sie beim ITF-Turnier der $25.000-Kategorie in Aschaffenburg erstmals ein Endspiel, dennoch dauerte es bis 2018, ehe sie in Grenoble vor heimischem Publikum ihren ersten Profititel landen konnte. Im selben Jahr gelang ihr bei den French Open gegen Carina Witthöft ihr erster Sieg im Hauptfeld eines Grand-Slam-Turniers. Anschließend startete sie eine Serie von drei Turniersiegen in Folge, darunter einer der $80.000-Kategorie in Olmütz, und wurde nach ihrem ersten Einzug in das Viertelfinale eines WTA-Turniers in Guangzhou erstmals in den Top 100 der Tennisweltrangliste geführt.
Nach einem schwachen Saisonauftakt 2019 mit vier Auftaktniederlagen auf Hartplatz in Folge, erzielte Ferro zunächst in Guadalajara bei einem Turnier der WTA Challenger Series und im Anschluss in Lugano jeweils das Halbfinale. Ihren größten Karriereerfolg feierte sie mit ihrem ersten WTA-Titel in Lausanne, wo sie im Finale ihre Landsfrau Alizé Cornet in drei Sätzen schlug. Anschließend konnte sie bei den US Open nach einem Sieg über Kristina Mladenovic erstmals in die dritte Runde eines Grand-Slam-Turniers vorstoßen und beendete die Saison unter den Top 100 der Welt. Im selben Jahr gab Ferro im Viertelfinalduell gegen Belgien ihren Einstand für die französische Fed-Cup-Mannschaft, jedoch unterlag sie dort im Doppel.
2020 zog Ferro in Melbourne erstmals in die zweite Runde ein und erreichte nach ihrem Turniersieg in Palermo mit Weltranglistenplatz 44 ihre bislang beste Position.

## Turniersiege

### Einzel
| Nr. | Datum            | Turnier     | Kategorie         | Belag             | Finalgegnerin      | Ergebnis        |
| --- | ---------------- | ----------- | ----------------- | ----------------- | ------------------ | --------------- |
| 1.  | 11. Februar 2018 | Grenoble    | ITF $25.000       | Hartplatz (Halle) | Eléonora Molinaro  | 6:4, 6:75, 7:63 |
| 2.  | 17. Juni 2018    | Padua       | ITF $25.000       | Sand              | Ludmilla Samsonova | 7:5, 6:3        |
| 3.  | 24. Juni 2018    | Montpellier | ITF $25.000+H     | Sand              | Catalina Pella     | 6:4, 6:3        |
| 4.  | 22. Juli 2018    | Olmütz      | ITF $80.000+H     | Sand              | Karolína Muchová   | 6:4, 6:4        |
| 5.  | 21. Juli 2019    | Lausanne    | WTA International | Sand              | Alizé Cornet       | 6:1, 2:6, 6:1   |
| 6.  | 9. August 2020   | Palermo     | WTA International | Sand              | Anett Kontaveit    | 6:2, 7:5        |
| 7.  | 5. Februar 2023  | Monastir    | ITF W15           | Hartplatz         | Cristiana Ferrando | 6:4, 6:3        |
| 8.  | 18. Juni 2023    | Biarritz    | ITF W60           | Sand              | İpek Öz            | 7:5, 6:3        |

### Doppel
| Nr. | Datum              | Turnier     | Kategorie | Belag     | Partnerin       | Finalgegnerinnen        | Ergebnis  |
| --- | ------------------ | ----------- | --------- | --------- | --------------- | ----------------------- | --------- |
| 1.  | 15. September 2023 | Le Neubourg | ITF W80   | Hartplatz | Alina Kornejewa | Maryna Kolb Nadija Kolb | 7:67, 7:5 |

## Abschneiden bei Grand-Slam-Turnieren

### Dameneinzel
| Turnier         | 2014 | 2015 | 2016 | 2017 | 2018 | 2019 | 2020 | 2021 | 2022 | 2023 | 2024 | 2025 | Karriere |
| --------------- | ---- | ---- | ---- | ---- | ---- | ---- | ---- | ---- | ---- | ---- | ---- | ---- | -------- |
| Australian Open | —    | Q1   | —    | —    | —    | 1    | 2    | 3    | 1    | —    | 1    | —    | 3        |
| French Open     | 1    | 1    | Q3   | 1    | 2    | 1    | AF   | 2    | 1    | 1    | 1    | Q2   | AF       |
| Wimbledon       | —    | —    | —    | —    | —    | 1    |      | 1    | Q3   | —    | Q1   |      | 1        |
| US Open         | Q1   | —    | —    | —    | Q2   | 3    | —    | 2    | Q1   | 1    | —    |      | 3        |

Zeichenerklärung: S = Turniersieg; F, HF, VF, AF = Einzug ins Finale / Halbfinale / Viertelfinale / Achtelfinale; 1, 2, 3 = Ausscheiden in der 1. / 2. / 3. Hauptrunde; Q1, Q2, Q3 = Ausscheiden in der 1. / 2. / 3. Qualifikationsrunde; nicht ausgetragen

### Damendoppel
| Turnier         | 2016 | 2017 | 2018 | 2019 | 2020 | 2021 | 2022 | 2023 | 2024 | Karriere |
| --------------- | ---- | ---- | ---- | ---- | ---- | ---- | ---- | ---- | ---- | -------- |
| Australian Open | —    | —    | —    | —    | 1    | 1    | —    | —    | —    | 1        |
| French Open     | 1    | 1    | 1    | AF   | —    | —    | —    | 1    | 1    | AF       |
| Wimbledon       | —    | —    | —    | —    |      | —    | —    | —    | —    | —        |
| US Open         | —    | —    | —    | 1    | —    | 2    | —    | —    | —    | 2        |

### Juniorinneneinzel
| Turnier         | 2012 | 2013 | 2014 | 2015 | Karriere |
| --------------- | ---- | ---- | ---- | ---- | -------- |
| Australian Open | —    | AF   | AF   | 1    | AF       |
| French Open     | 1    | 2    | AF   | 2    | AF       |
| Wimbledon       | —    | 2    | —    | —    | 2        |
| US Open         | —    | 1    | —    | —    | 1        |

### Juniorinnendoppel
| Turnier         | 2012 | 2013 | 2014 | 2015 | Karriere |
| --------------- | ---- | ---- | ---- | ---- | -------- |
| Australian Open | —    | AF   | —    | 1    | AF       |
| French Open     | 1    | AF   | AF   | AF   | AF       |
| Wimbledon       | —    | 1    | —    | —    | 1        |
| US Open         | —    | 1    | —    | —    | 1        |